# Owen County (Kentucky)
Owen County is een county in de Amerikaanse staat Kentucky.
De county heeft een landoppervlakte van 912 km² en telt 10.547 inwoners (volkstelling 2000). De hoofdplaats is Owenton.

## Bevolkingsontwikkeling

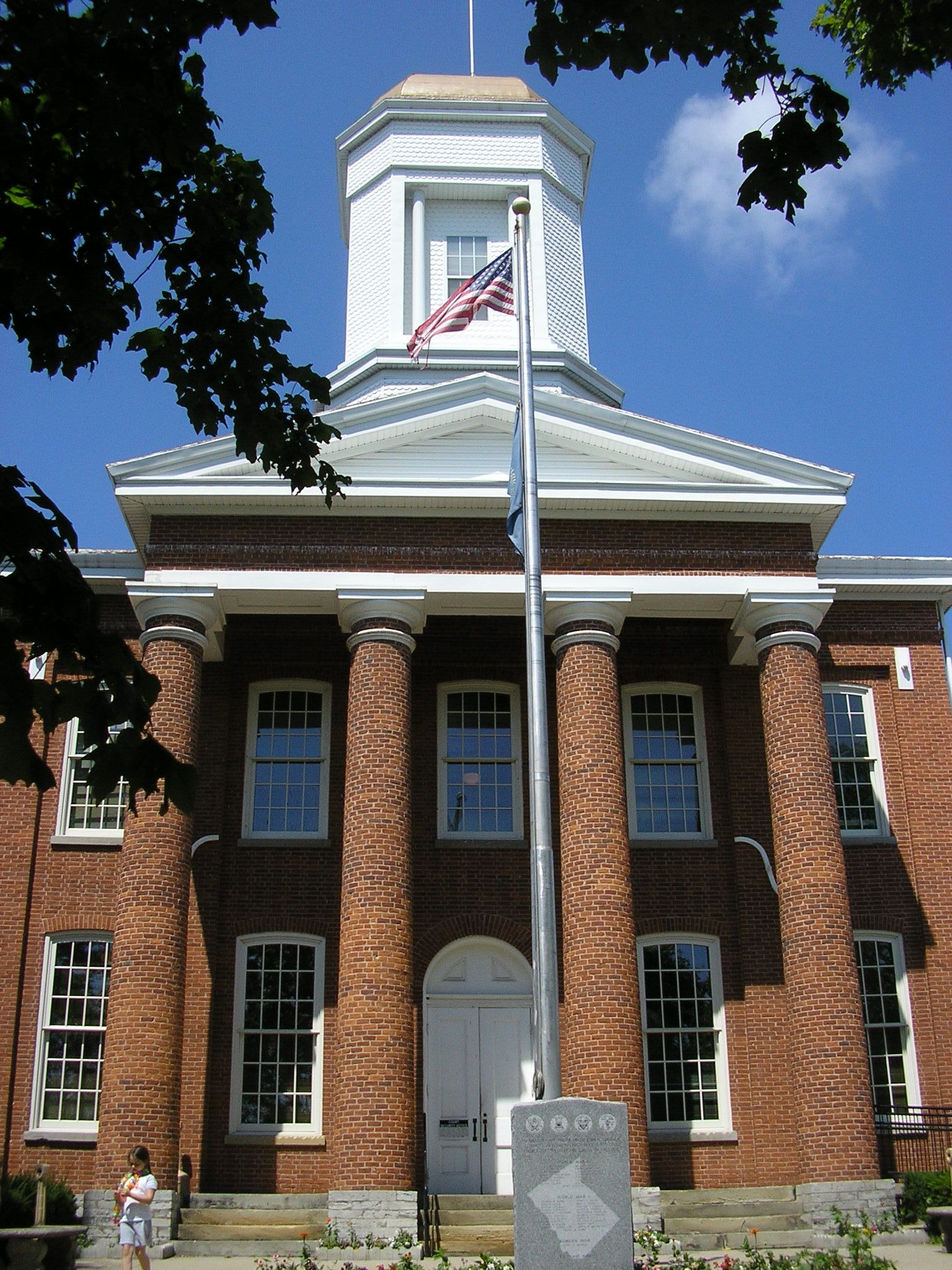
Owen County Courthouse